# GOLDEN☆BEST 森川由加里
『GOLDEN☆BEST 森川由加里』（ゴールデン☆ベスト もりかわゆかり）は、森川由加里のベスト・アルバム。2004年12月22日発売。発売元はBMGファンハウス。規格品番：BVCK-38090。

## 解説
各レコード会社から発売されている“ゴールデン☆ベスト”シリーズの中の1枚。
1987年にシングル「雨のカルメン」でメジャー・デビューをした森川由加里の廉価版ベスト・アルバム。
ファンハウス（現：Ariola Japan）に所属していた1987年から1993年までの全シングルA面曲14タイトルに、11枚目のシングル「夢 元気?」（1991/02/21発売）のカップリング曲「本当は泣きたいのに」と12枚目のシングル「SLOW LOVE DOWN」（1992/06/25発売）のカップリング曲「The Gate Of Dreams」の2曲を加えた全16曲が収録されている。

## 近況
本作が発売された2004年、森川は"THE UNIT" 名義の音楽ユニットを結成しており、同年発表したシングル「Zetsuai 〜絶対の愛〜」や「In My Hat」（2006年）は未収録である。
2007年には収録曲でもある「SHOW ME」のリメイク、「SHOW ME 2007」を同じく「THE UNIT」名義で発表した。

## 収録曲
編曲:船山基紀
1. SHOW ME
  - 作詞・作曲: A.Tripoli・T.Moran・A.Cabrera・B.Khozouri
  - 日本語詞:森浩美
  - TBS系列金曜ドラマ『男女7人秋物語』主題歌、オリコン総合チャート第1位獲得。
2. IN YOUR EYES
  - 作詞:森浩美 作曲:筒美京平
3. Hi! Hi Hi!
  - 作詞:森浩美 作曲:筒美京平
4. 風の中で出逢いたい
  - 作詞:三浦徳子 作曲:鈴木キサブロー 編曲:武部聡志
5. 東京チャキチャキ気質
  - 作詞:阿木燿子 作曲:宇崎竜童 編曲:新川博
6. 夢 元気!?
  - 作詞・作曲:さだまさし 編曲:服部隆之
7. 光の旅人
  - 作詞:藤田千章 作曲:鈴木雄大 編曲:山川恵津子
8. SLOW LOVE DOWN
  - 作詞・作曲:藤田千章・佐藤竹善
9. The Gate Of Dreams
  - 作詞:藤田千章 作曲:中崎英也
  - シングル「SLOW LOVE DOWN」のカップリング曲
10. カシミアにくるまって
  - 作詞:松本隆 作曲:松尾一彦 編曲:鷺巣詩郎
11. ためらい
  - 作詞・作曲:松任谷由実 編曲:清水信之
  - 松任谷由実のカバー。松任谷版はアルバム『時のないホテル[2]』収録。
12. あなたらしく
  - 作詞:森浩美 作曲:高槻真裕 編曲:森村献
13. VIVIAN
  - 作詞:松井五郎 作曲・編曲:見岳章
14. Who are you?
  - 作詞:岡田冨美子 作曲:鈴木雄大 Duet with:鈴木雄大
15. 本当は泣きたいのに
  - 作詞・作曲:さだまさし 編曲:服部隆之
  - シングル「夢 元気?」のカップリング曲
16. 雨のカルメン
  - 作詞:篠原仁志 作曲:松尾一彦